# Indische Cricket-Nationalmannschaft in den West Indies in der Saison 2019
Die Tour der indischen Cricket-Nationalmannschaft auf die West Indies in der Saison 2019 fand vom 3. August bis zum 2. September 2019 statt. Die internationale Cricket-Tour war Bestandteil der Internationalen Cricket-Saison 2019 und umfasste zwei Tests, drei ODIs und drei Twenty20s. Die Tests waren Bestandteil der ICC World Test Championship 2019–2021. Indien gewann die Twenty20-Serie 3–0 und die ODI- und Test-Serie jeweils 2–0.

## Vorgeschichte
Beide Mannschaften bestritten zuvor den Cricket World Cup 2019. Das letzte Aufeinandertreffen der beiden Mannschaften bei einer Tour fand in der Saison 2018/19 in Indien statt.

## Stadien
Die folgenden Stadien wurden für die Tour als Austragungsort vorgesehen und am 12. Juni 2019 bekanntgegeben.
| Stadt         | Land                | Stadion                       | Kapazität | Spiele          |
| ------------- | ------------------- | ----------------------------- | --------- | --------------- |
| Georgetown    | Guyana              | Providence Stadium            | 20.000    | 1. ODI & 3. T20 |
| Kingston      | Jamaika             | Sabina Park                   | 20.000    | 2. Test         |
| North Sound   | Antigua und Barbuda | Sir Vivian Richards Stadium   | 10.000    | 1. Test         |
| Port of Spain | Trinidad und Tobago | Queen’s Park Oval             | 25.000    | 2. & 3. ODI     |
| Lauderhill    | USA                 | Central Broward Regional Park | 20.000    | 1. & 2. T20     |

## Kaderlisten
Die Kader werden kurz vor der Tour bekannt gegeben.
| Test | Test | ODI | ODI | Twenty20 | Twenty20 |
| West Indies | Indien | West Indies | Indien | West Indies | Indien |
| --- | --- | --- | --- | --- | --- |
| - Jason Holder (K) - Jermaine Blackwood - Kraigg Brathwaite - Darren Bravo - Shamarh Brooks - John Campbell - Roston Chase - Rahkeem Cornwall - Miguel Cummins - Shane Dowrich (wk) - Shannon Gabriel - Jahmar Hamilton (wk) - Shimron Hetmyer - Shai Hope (wk) - Keemo Paul - Kemar Roach | - Virat Kohli (K) - Ajinkya Rahane (VK) - Mayank Agarwal - Ravichandran Ashwin - Jasprit Bumrah - Ravindra Jadeja - Rishabh Pant (wk) - Cheteshwar Pujara - KL Rahul - Wriddhiman Saha (wk) - Mohammed Shami - Ishant Sharma - Rohit Sharma - Hanuma Vihari - Kuldeep Yadav - Umesh Yadav | - Jason Holder (K) - Fabian Allen - Carlos Brathwaite - John Campbell - Roston Chase - Sheldon Cottrell - Chris Gayle - Shimron Hetmyer - Shai Hope (wk) - Evin Lewis - Keemo Paul - Nicholas Pooran - Kemar Roach - Oshane Thomas | - Virat Kohli (K) - Rohit Sharma (VK) - Khaleel Ahmed - Yuzvendra Chahal - Shikhar Dhawan - Shreyas Iyer - Ravindra Jadeja - Kedar Jadhav - Bhuvneshwar Kumar - Manish Pandey - Rishabh Pant (wk) - KL Rahul - Navdeep Saini - Mohammed Shami - Kuldeep Yadav | - Carlos Brathwaite (K) - Fabian Allen - Anthony Bramble (wk) - John Campbell - Sheldon Cottrell - Shimron Hetmyer - Evin Lewis - Jason Mohammed - Sunil Narine - Keemo Paul - Khary Pierre - Kieron Pollard - Nicholas Pooran (wk) - Rovman Powell - Andre Russell - Oshane Thomas | - Virat Kohli (K) - Rohit Sharma (VK) - Khaleel Ahmed - Deepak Chahar - Rahul Chahar - Shikhar Dhawan - Shreyas Iyer - Ravindra Jadeja - Bhuvneshwar Kumar - Manish Pandey - Krunal Pandya - Rishabh Pant (wk) - KL Rahul - Navdeep Saini - Washington Sundar |

## Tour Matches
| 17. – 19. August Scorecard | Osbourn | Indians 297-6d (88.5) & 188-5d (78) | – | West Indies A 181 (56.1) & 47-3 (21) |
|                            |         | Remis                               |   |                                      |

## Twenty20 Internationals

### Erstes Twenty20 in Lauderhill
| 3. August Scorecard | Lauderhill | West Indies 95-9 (20)        | – | Indien 98-6 (17.2) |
|                     |            | Indien gewinnt mit 4 Wickets |   |                    |

### Zweites Twenty20 in Lauderhill
| 4. August Scorecard | Lauderhill | Indien 167-5 (20)                       | – | West Indies 98-4 (15.3/15.3) |
|                     |            | Indien gewinnt mit 22 Runs (D/L method) |   |                              |

### Drittes Twenty20 in Georgetown
| 6. August Scorecard | Georgetown | West Indies 146-6 (20)       | – | Indien 150-3 (19.1) |
|                     |            | Indien gewinnt mit 7 Wickets |   |                     |

## One-Day Internationals

### Erstes ODI in Georgetown
| 8. August Scorecard | Georgetown | West Indies 54-1 (13/34) | – | Indien |
|                     |            | No Result                |   |        |

### Zweites ODI in Port of Spain
| 11. August Scorecard | Port of Spain | Indien 279-7 (50)                       | – | West Indies 210 (42/46) |
|                      |               | Indien gewinnt mit 59 Runs (D/L method) |   |                         |

### Drittes ODI in Port of Spain
| 14. August Scorecard | Port of Spain | West Indies 240-7 (35/35)                 | – | Indien 256-4 (32.3/35) |
|                      |               | Indien gewinnt mit 6 Wickets (D/L method) |   |                        |

## Tests

### Erster Test in North Sound
| 22. – 25. August Scorecard | North Sound | Indien 297 (96.4) & 343-7d (112.3) | – | West Indies 222 (74.2) & 100 (26.5) |
|                            |             | Indien gewinnt mit 318 Runs        |   |                                     |

### Zweiter Test in Kingston
| 30. August – 2. September Scorecard | Kingston | Indien 416 (140.1) & 168-4d (54.4) | – | West Indies 117 (47.1) & 210 (59.5) |
|                                     |          | Indien gewinnt mit 257 Runs        |   |                                     |